# Tyska kommunistpartiet
Tyska kommunistiska partiet (DKP, på tyska  Deutsche Kommunistische Partei) är ett marxist-leninistiskt kommunistiskt politiskt parti i Tyskland. 

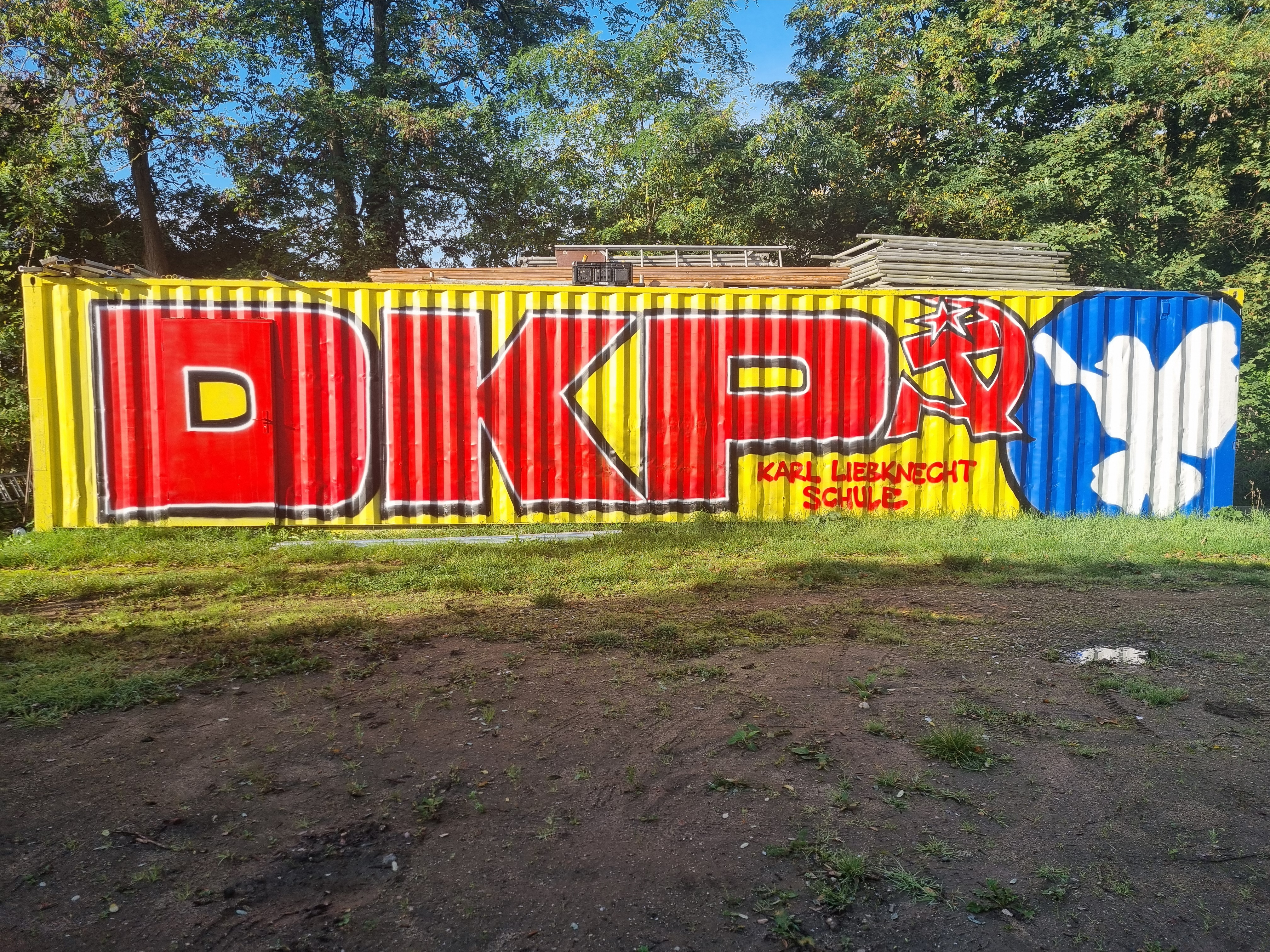
Karl Liebknecht schule år 2024.

DKP grundades 1968 i Västtyskland, mestadels av medlemmar i Tysklands kommunistiska parti (KPD), som 1956 förbjudits genom domstolsutslag. Partiet ställde upp i val till den förbundsdagen och var fram till 1990 ett parti till vänster om socialdemokraterna och de gröna, som aldrig haft någon ledamot i förbundsdagen. Efter 1990 har man förlorat i betydelse då nya socialistiska partier som PDS, som senare blivit Die Linke, tagit väljare och medlemmar. Det har förekommit att DKP-medlemmar kandiderat på PDS och Linkes listor i allmänna val.